# Algarinejo
Algarinejo é um município da Espanha na província de Granada, comunidade autónoma da Andaluzia, de área 92,72 km² com população de 4268 habitantes (2004) e densidade populacional de 46,03 hab/km².
O famoso médico José Maria Tallon é originário desta aldeia.

## Demografia

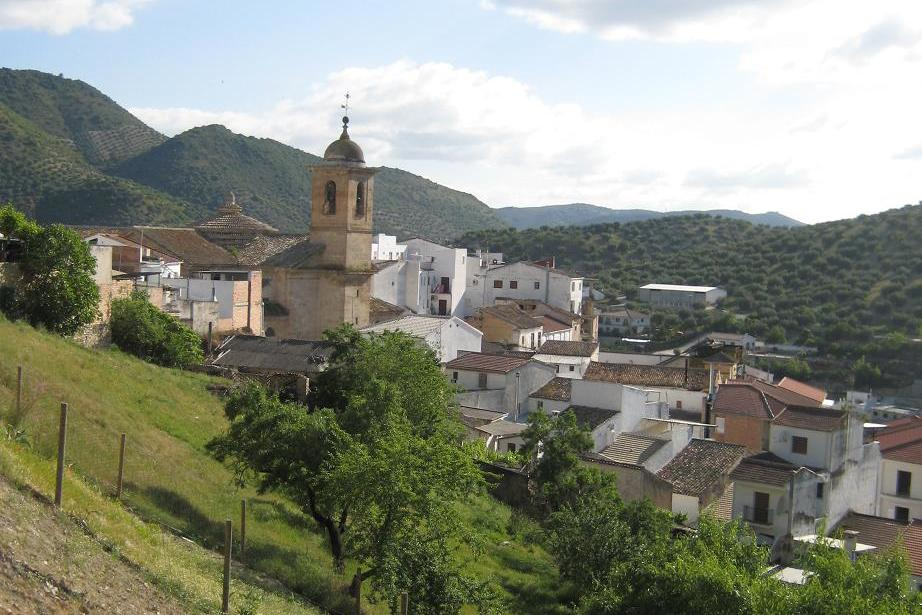
Uma vista do Algarinejo (2009)

| Variação demográfica do município entre 1991 e 2004 | Variação demográfica do município entre 1991 e 2004 | Variação demográfica do município entre 1991 e 2004 | Variação demográfica do município entre 1991 e 2004 |
| --------------------------------------------------- | --------------------------------------------------- | --------------------------------------------------- | --------------------------------------------------- |
| 1991                                                | 1996                                                | 2001                                                | 2004                                                |
| 5276                                                | 5323                                                | 4020                                                | 4268                                                |